# Степанов, Виктор Алексеевич
Ви́ктор Алексе́евич Степа́нов (5 марта 1928, Ворошиловск (сейчас: Алчевск) Ворошиловградской обл. (сейчас Луганская обл.) — 6 апреля 1978, Николаев) — кандидат технических наук, доцент, ректор Николаевского кораблестроительного института имени адмирала С. О. Макарова (1969—1975).

## Биография
Степанов Виктор Алексеевич родился 5 марта 1928 г. в г. Ворошиловск (сейчас г. Алчевск) Ворошиловградской обл. (сейчас Луганская обл.). В 1947 г. оканчивает Николаевский кораблестроительный техникум и поступает в Ленинградский кораблестроительный институт (сейчас Санкт-Петербургский государственный морской технический университет). В 1948 г. переводится в Одесский институт водного транспорта (сейчас Одесский национальный морской университет), в 1949 г. переводится в Николаевский кораблестроительный институт (НКИ) (сейчас Национальный университет кораблестроения имени адмирала Макарова) на машиностроительный факультет, в 1950 г. переводится на кораблестроительный факультет. Оканчивает НКИ в 1953 г. В студенческие годы был активным спортсменом — занимался спортивной акробатикой, капитан парусной яхты «Эстония». Именно у В. А. Степанова начал свою парусную карьеру Б. С. Немиров, известный парусный капитан, совершивший впервые в СССР кругосветное плавание на яхте «Икар».
С 1953 г. — преподаватель Киевского судостроительного техникума.

В 1955 г. поступает в аспирантуру Института гидрологии и гидротехники АН УССР (г. Киев) по специальности «гидромеханика судна». 

С 1958 г. переходит на работу в этот институт младшим научным сотрудником, работает над кандидатской диссертацией.

В 1962 г. успешно защищает кандидатскую диссертацию в Ленинградском институте инженеров водного транспорта. 

С 1963 г. — старший научный сотрудник Института механики АН УССР (г. Харьков).

В 1964—1967 гг. — доцент, заместитель декана, декан, директор Кировоградского филиала Харьковского политехнического института, который был преобразован в 1967 г. в Кировоградский институт сельскохозяйственного машиностроения и Степанов занимает должность ректора, где работает до апреля 1969 года.

С апреля 1969 г. — ректор Николаевского кораблестроительного института. Главными задачами для него стали начало строительства нового комплекса зданий института в Соляных и создание ученого специализированного совета по защите кандидатских диссертаций. В институте в это время трудилось 403 преподавателя, 139 из которых имели ученые степени и звания, что обеспечило достаточно высокое качество подготовки специалистов и широкий фронт научных исследований. В 1970 г. в стенах НКИ обучалось 7,5 тысяч студентов, что было в три раза больше, чем десятилетие назад.

18 сентября 1970 г. в день юбилея Указом Президиума Верховного Совета СССР Николаевский кораблестроительный институт имени адмирала С. О. Макарова был награждён орденом Трудового Красного Знамени за заслуги в подготовке инженерных кадров и достижения в развитии научных исследований.

В мае 1971 г. в мкр. Соляные начинается строительство нового комплекса института и 13-этажного здания студенческого общежития на 1295 мест. 

В 1971 г. начинается строительство первого в истории НКИ жилого многоквартирного дома в районе яхт-клуба. Дом был введен в строй в декабре 1972 г., многие преподаватели института получили в нём квартиры.

С 1971 г. ведется активная работа по открытию институтского специализированного ученого совета по защите кандидатских диссертаций. Совету разрешалось принимать к защите диссертации и присуждать ученую степень кандидата технических наук по специальностям: теория корабля; строительная механика и вибрация корабля; судовые силовые установки и механизмы (главные и вспомогательные).
В период ректорства В. А. Степанова идет пополнение специалистов высшей научной квалификации: защитили докторские диссертации ряд сотрудников НКИ. Это — Н. А. Дикий (1971 г.), В. П. Бородатый (1972 г.), А. С. Христенко (1972 г.), В. П. Суслов (1973 г.), Ю. В. Захаров (1973 г.). Утверждены в ученом звании профессора П. А. Мещанинов (1973 г.), А. Д. Ковтун (1974 г.). В институт на работу приходят доктора технических наук Ю. А. Шевляков (1970 г.), Ю. С. Крючков (1973 г.), В. Э. Магула (1971 г.), Е. П. Егоров (1975 г.).

Большое внимание ректор В. А. Степанов уделяет общественной жизни студентов, художественной студенческой самодеятельности. Никогда — ни до его прихода, ни после его ректорства — в институте так активно не работал профсоюзный клуб преподавателей и студентов «Корабел». В то время в клубе были созданы театр миниатюр, женский вокальный ансамбль, танцевальный ансамбль, возобновили выступления вокальный квартет и инструментальный ансамбль.

В 1971 г. в НКИ проходит фестиваль студенческой эстрады «Золотой парус», который собрал участников со всех концов страны. Активно строится студенческая спортивно-оздоровительная база отдыха на берегу Чёрного моря в поселке Коблево.

В декабре 1972 г. В. А. Степанов защищает докторскую диссертацию в Одесском институте инженеров морского флота (ОИИМФ). Докторская диссертация получила высокую оценку таких известных специалистов в области гидромеханики и теории колебаний, как профессоры А. А. Костюков, В. Г. Сизов, В. В. Луговский, академики АН СССР Н. Н. Боголюбов и М. А. Лаврентьев.

В январе 1974 г. с привлечением экспертов ВАК принял решение о присуждении В. А. Степанову ученой степени доктора технических наук.

В июле 1975 г. В. А. Степанов уходит с поста ректора по собственному желанию в связи с состоянием здоровья.

В 1976 г. ВАК СССР под давлением комитета партийного контроля при ЦК КПСС отменяет свое решение о присуждении В. А. Степанову ученой степени доктора технических наук по формальным признакам: из-за неправомерности защиты диссертационной работы в ОИИМФе, который якобы не имел права рассматривать такого рода работы. Вместе с тем, как писалось в решении, Степанову В. А. разрешена повторная защита в соответствующем специализированном совете на соискание ученой степени доктора физико-математических наук. 

В марте 1977 г. В. А. Степанов уходит из НКИ в связи с избранием по конкурсу на должность заведующего одной из кафедр Коммунарского горно-металлургического института (с 2004 г. Донбасский государственный технический университет). Однако его здоровье постепенно ухудшается, и он возвращается в Николаев.

6 апреля 1978 г. внезапно скончался после инфаркта.

## Награды
Орден «Знак Почета», медаль «В ознаменование 100-летия со дня рождения Владимира Ильича Ленина», почётный знак «За отличные успехи в области высшего образования СССР».

## Труды
1. Степанов В. А. Движение судов в каналах со сверхкритическими скоростями. Авторское свидетельство № 13321 от 20 июня 1959 г.
2. Павленко Г. Е. Определение элементов судов для движения на каналах со сверхкритическими скоростями // Г. Е. Павленко, В. А. Степанов, О. Г. Дудченко. — К. : Изд-во АН УССР, 1961. — 29 с.
3. Степанов В. О. Визначення критичних швидкостей руху судна в каналі / В. О. Степанов // Прикладна механіка. — 1961. — т. 7, вип. 4. — С. 432—441.
4. Степанов В. О. Малий дослідовий басейн інституту гідрології та гідротехніки Академії наук Української РСР / В. О. Степанов // Проблеми гідромеханіки судна. — 1961. — т. 19. — С. 99—102.
5. Степанов В. О. Метод розрахунку розподілу навантаження за розмахом підводного крила / В. О. Степанов // Прикладна механіка. — 1964. — т. 10, вип. 2. — С. 173—180.